# Skagway-Hoonah-Angoon Census Area
Skagway-Hoonah-Angoon Census Area is een borough in de Amerikaanse staat Alaska.
De borough heeft een landoppervlakte van 20.452 km² en telt 3.436 inwoners (volkstelling 2000).